# 860. pr. Kr.
◄ | 10. stoljeće pr. Kr. | 9. stoljeće pr. Kr. | 8. stoljeće pr. Kr. | ►
◄ | 890-ih pr. Kr. | 880-ih pr. Kr. | 870-ih pr. Kr. | 860-ih pr. Kr. | 850-ih pr. Kr. | 840-ih pr. Kr. | 830-ih pr. Kr. | ►
◄◄ | ◄ | 863. pr. Kr. | 862. pr. Kr. | 861. pr. Kr. | 860 pr. Kr. | 859. pr. Kr. | 858. pr. Kr. | 857. pr. Kr. | ► | ►►
Astronomija

## Događaji
- Vladara Matenbala, kralja Tira, na feničkom prijestolju nasljeđuje posljednji kralj te dinastije.
- Faron Harsiesije iz XXIII. dinastije (tzv. tebanske) započinje vladati dijelovima Egipta, dok ostalim dijelovima vladaju faraoni iz XXII. dinastije (tzv. libijske).